# 플레임헤이즈
플레임헤이즈(フレイムヘイズ)는 타카하시 야시치로의 작품 《작안의 샤나》에 등장하는 가공의 이세계인의 총칭이다.